# روبين أغيلار
روبين أغيلار (بالإسبانية: Rubén Aguilar)‏ هو صحفي مكسيكي، ولد في 9 يونيو 1947 في Huatabampo ‏ في المكسيك.